# Herb Tuliszkowa
Herb Tuliszkowa – jeden z symboli miasta Tuliszków i gminy Tuliszków w postaci herbu.

## Wygląd i symbolika
Herb przedstawia w białym polu tarczy czerwonego lisa kroczącego w heraldycznie prawą stronę.
Herb jest herbem mówiącym, który nawiązuje do nazwy miasta (liszka to lisica)
Tłem dla tarczy herbowej jest postać rycerza Janusza z Tuliszkowa trzymającego miecz grunwaldzki, który symbolizuje jego udział w bitwie pod Grunwaldem w 1410 roku. Na piersi rycerza znajduje się orzeł piastowski, świadczący o udziale w soborze w Konstancji w 1414 roku. Na dole znajduje się ozdobna wstęga z napisem Sigillvm Oppidi Tvliskow. Jest to herb rycerski, nawiązujący do jednego z historycznych właścicieli miasta, kasztelana kaliskiego Janusza Zaremby.

## Historia

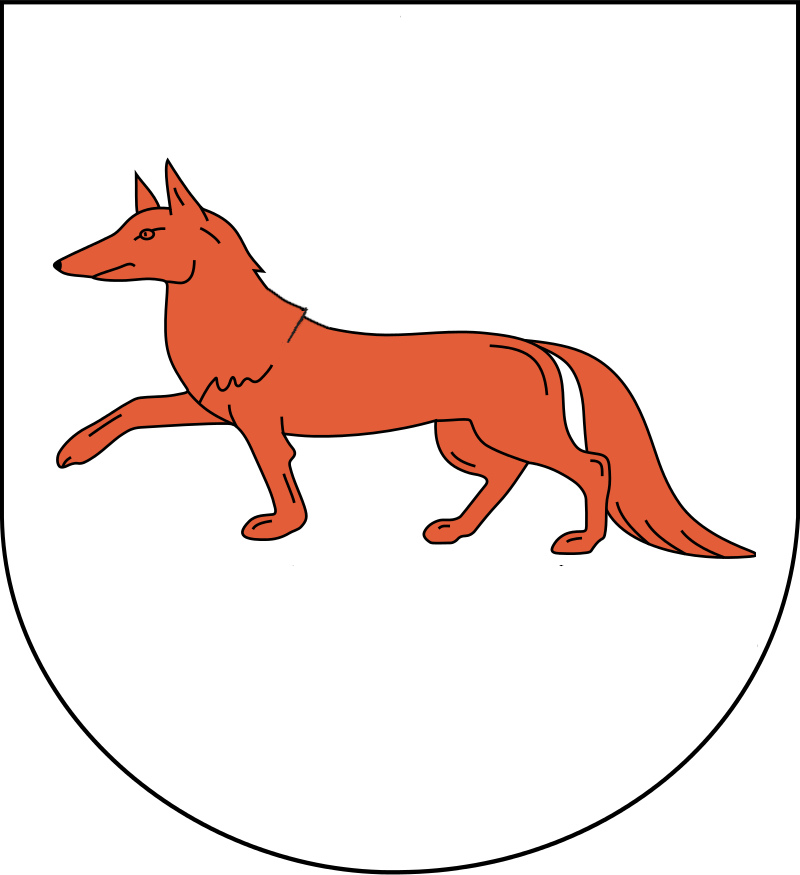
Herb Tuliszkowa wg Statutu Miasta i Gminy z 27 lutego 2015

Główny motyw herbu – lis, jest zgodny z wzorem pieczęci miejskiej, widniejącej na dokumencie z 1793 roku.
Wydana w XXI wieku negatywna opinia Komisji Heraldycznej o herbie spowodowała podjęcie przez miasto i gminę starań o uchwalenie nowego herbu. Zgodnie z sugestiami komisji, usunięto dodatkowe elementy pozostawiając samą tarczę herbową barwy srebrnej, z wizerunkiem kroczącego czerwonego lisa, nad którym umieszczono trzy czarne romby, nawiązujące do kamieni herbu rodowego Dryja Tuliszkowskich. Podobny motyw występował w XVI-wiecznej pieczęci miejskiej. Wbrew własnej wcześniejszej opinii, Komisja zakwestionowała także i ten herb, jak również opartą na nim flagę.
W kolejnym projekcie pozostawiono w srebrnej tarczy samego czerwonego lisa. Mimo podjęcia uchwały nr XVIII/130/08 z 24 lipca 2008 „w sprawie przyjęcia projektu uchwały w sprawie uchwalenia herbu, flagi, barw i pieczęci Gminy i Miasta Tuliszków” oraz mimo ustanowienia herbu bez trzymacza w statucie gminy z 27 lutego 2015 roku, herb z trzymaczem nadal jest używany przez miasto.